# 黑紋頭錐齒喉盤魚
黑紋頭錐齒喉盤魚（學名：Conidens laticephalus），為輻鰭魚綱喉盤魚目喉盤魚科的其中一種，分布於西北太平洋區，從日本南部至台灣海域，本魚體延長，前部平扁，後部側扁，體不被鱗，覆有粘液層，腹鰭喉位，與周圍的皮褶特化成一吸盤，體黑褐色或灰褐色，背鰭軟條8枚、臀鰭軟條6枚，體長可達4公分，屬底棲性魚類，生活在岩石海岸區，生活習性不明。

## 擴展閱讀
維基物種上的相關：黑紋頭錐齒喉盤魚